# دورة فرنسا المفتوحة 1970
قائمة بطولات دورة رولان غاروس لعام 1970:

## الكبار

### فردي رجال
جان كوديز هزم  Željko Franulović, النتيجة: 6-2, 6-4, 6-0

### فردي سيدات
مارغيريت سميث كورت هزمت  هيلغا نايسين, النتيجة:6-2, 6-4

### زوجي رجال
إيلي ناستاسي و Ion Ţiriac هزما  أرثر أش و تشارلي باساريل, النتيجة:6-2, 6-4, 6-3

### زوجي سيدات
جايل شيرايف تشانفرو و فرانسيس دور هزمتا  روزماري كاسالس و بيلي جين كينغ, النتيجة:6-1, 3-6, 6-3

### زوجي مختلط
بيلي جين كينغ و بوب هيويت هزما  فرانسيس دور و جان كلود باركلاي, النتيجة:3-6, 6-4, 6-2